# Belén López (wielrenster)
Belén López (Rota, 18 april 1984) is een Spaans wielrenster. Vanaf 2019 rijdt ze voor Massi-Tactic. Tussen 2009 en 2017 reed ze voor Lointek.
In 2009 werd López tweede bij de Spaans kampioenschap wielrennen op de weg en in 2014 werd ze tweede in de tijdrit op de nationale kampioenschappen.
In 2015 won ze de Spaanse etappekoers Ronde van Burgos.